# The Music That We Hear (Moog Island)
The Music That We Hear (Moog Island) è un brano musicale del gruppo britannico Morcheeba, estratto nel 1997 come quarto singolo del loro primo album Who Can You Trust?.

## Tracce
- Japanese bonus track

1. The Music That We Hear (Moog Island) (Japanese bonus track) - 3:50

## Charts
| Classifica (1997) | Posizione più alta |
| ----------------- | ------------------ |
| Regno Unito       | 47                 |